# 112797 Ґрантджуді
112797 Ґрантджуді (112797 Grantjudy) — астероїд головного поясу, відкритий 9 серпня 2002 року.
Тіссеранів параметр щодо Юпітера — 3,584.